# Mérindade d'Estella

Municipalités de la région.

La mérindade d'Estella est une région occidentale et une des 5 mérindades de la communauté forale de Navarre. Également connue sous le nom d' Estellerria ou de Lizarrerria en basque ou Tierra Estella en espagnol.
La capitale de la mérindade est Estella-Lizarra, ainsi que la municipalité la plus peuplée. Les suivantes sont San Adrián, Azagra, Mendavia, Andosilla, Ayegui et Lerín .
La mérindade d'Estella couvre un total de 2068,6 km2, avec 73 municipalités et 39 passeries (dont les plus grands sont les massifs d'Urbasa, d'Andimendi et de Lokiz. La population de la mérindade était de 66 082 habitants en 2010 (données de l' Institut national de la statistique).
Les vallées sont celles de la Vallée d'Yerri, Goñibar et Gesalatz, Mañeruibar, vallée d'Iguzkitza, vallée d'Ega, Lanaibar, Allin, vallée de Berrotza et Ameskoa .

## Géographie

### Frontière
Elle est entourée au nord et au nord-est par la mérindade de Pampelune, au sud par la province de La Rioja, à l'ouest par la Montagne Alavaise et au sud-est par la mérindade d'Olite .

### Municipalités
Abáigar, Abárzuza, Aberin, Aguilar de Codés, Allín, Allo, Améscoa Baja, Ancín, Andosilla, Aranaratxe, Aras, Arellano, Armañanzas, Arróniz, Artazu, Ayegui, Azagra, Azuelo, Barbarin, Bargota, Cabredo, Cárcar, Cirauqui, Desojo, Dicastillo, El Busto, Espronceda, Estella-Lizarra, Etayo, Eulate, Genevilla, Goñi, Guesálaz, Guirguillano, Igúzquiza, Lana, Lapoblación, Larraona, Lazagurría, Legaria, Lerín, Lezaun, Lodosa, Los Arcos, Luquin, Mañeru, Marañón, Mendavia, Mendaza, Metauten, Mirafuentes, Morentin, Mues, Murieta, Nazar, Oco, Olejua, Oteiza, Piedramillera, Salinas de Oro, San Adrián, Sansol, Sartaguda, Sesma, Sorlada, Torralba del Río, Torres del Río, Valle de Yerri, Viana, Villamayor de Monjardín, Villatuerta, Zúñiga .